# Le Morne-Vert
Le Morne-Vert est une commune du département français de la Martinique, située au centre-ouest de l'île. Elle compte 1825 [réf. nécessaire] habitants appelés les Morniverdais ou Verdimornais.

## Géographie

### Situation
Commune de la Martinique, elle s'étend sur 13,37 km2 et une altitude maximale de 319 mètres. Ce petit village, perché au pied des pitons du Carbet est en retrait par rapport à l'axe Nord Caraïbe Fort-de-France - Saint-Pierre. Suisse antillaise, (un de ses quartiers s'appelle d'ailleurs le « Canton suisse »), il offre des paysages de montagnes couvertes de forêts tropicales surplombant la mer des Caraïbes. De nombreuses randonnées permettent de découvrir les charmes de la forêt tropicale, les sources des pitons du Carbet et des panoramas à partir des crêtes du piton Lacroix.

### Climat
Le climat y est de type tropical. Les températures plus fraîches que sur la côte préservent le lieu des moustiques. De nombreux gîtes offrent aux voyageurs des haltes où l'on peut profiter des nuits douces pour se reposer, à 10 minutes des plages de sable noir du Carbet.

## Urbanisme

### Typologie
Le Morne-Rouge est une commune rurale, car elle fait partie des communes peu ou très peu denses, au sens de la grille communale de densité de l'Insee,,,.
Par ailleurs la commune fait partie de l'aire d'attraction de Fort-de-France, dont elle est une commune de la couronne. Cette aire, qui regroupe 28 communes, est catégorisée dans les aires de 200 000 à moins de 700 000 habitants,.

### Voies de communication et transports
La commune est desservie par les routes départementales n° 19 et n° 20.

## Toponymie
Le nom de la commune est lié à sa topographie constituée de mornes et à sa verdure.

## Histoire
Ancien hameau de la commune du Carbet, Le Morne-Vert est érigé en commune distincte en 1949. Créé en 1955, le canton du Morne-Vert a été intégré à celui du Carbet en 1985.

## Politique et administration

### Administration municipale
| Période         | Période         | Identité                 | Étiquette    | Qualité |
| --------------- | --------------- | ------------------------ | ------------ | --- |
| 1949            | 1951            | Luce Lemaistre           |              | |
| 1951            | 1977            | Louis Morin              | UNR puis UDR | Conseiller général du canton du Morne-Vert (1955 → 1979) |
| 1977            | 1989            | Méry Lecurieux-Lafayette | DVD          | |
| 1989            | mars 2013       | Marcel Maurice           | DVD puis FMP | Conseiller général du canton du Morne-Vert (1979 → 1985) |
| 20 avril 2013   | 14 juillet 2021 | Lucien Saliber           | DVG          | Président de l'Assemblée de Martinique (2021 →) Conseiller à l'Assemblée de Martinique (2021 →) Démission à la suite de son élection comme président de l'Assemblée de Martinique le 2 juillet 2021. |
| 14 juillet 2021 | En cours        | Angèle Serbin            |              | Comptable à la retraite |

### Intercommunalité
La commune fait partie de la communauté d'agglomération du Pays Nord Martinique.

## Population et société

### Démographie
L'évolution du nombre d'habitants est connue à travers les recensements de la population effectués dans la commune depuis 1961, premier recensement postérieur à la départementalisation de 1946. À partir de 2006, les populations de référence des communes sont publiées annuellement par l'Insee. Le recensement repose désormais sur une collecte d'information annuelle, concernant successivement tous les territoires communaux au cours d'une période de cinq ans. Pour les communes de moins de 10 000 habitants, une enquête de recensement portant sur toute la population est réalisée tous les cinq ans, les populations de référence des années intermédiaires étant quant à elles estimées par interpolation ou extrapolation. Pour la commune, le premier recensement exhaustif entrant dans le cadre du nouveau dispositif a été réalisé en 2007.

En 2022, la commune comptait 1 748 habitants, en évolution de −5,31 % par rapport à 2016 (Martinique : −4,11 %, France hors Mayotte : +2,11 %).
| 1961  | 1967  | 1974  | 1982  | 1990  | 1999  | 2006  | 2007  | 2012  |
| ----- | ----- | ----- | ----- | ----- | ----- | ----- | ----- | ----- |
| 1 660 | 1 710 | 1 692 | 1 751 | 1 833 | 1 938 | 1 872 | 1 862 | 1 881 |

| 2017  | 2022  | - | - | - | - | - | - | - |
| ----- | ----- | - | - | - | - | - | - | - |
| 1 834 | 1 748 | - | - | - | - | - | - | - |

### Sports
Équipement sportif : 
- Stade municipal Yves-Sochand (complexe sportif).

Club sportif :
- L'Effort du Morne-Vert[12], football, athlétisme, judo.

## Économie
L'économie verdimornaise est basée essentiellement sur les cultures maraîchères. Il existe aussi des élevages de volailles.

## Culture et patrimoine

### Lieux et monuments
- Église Saint-Martin du Morne-Vert. Elle est inscrite à l'Inventaire général du patrimoine culturel[13]. L'église est dédiée à saint Martin de Tours.
- La source Attila se trouve au cœur de la forêt domanial en suivant la direction Caplet. Beaucoup de visiteurs viennent s'y baigner après une balade en forêt.
- Les pitons du Carbet en sont le principal monument naturel.
- Le Domaine de FONDS MOULIN , au 2,7 km de la R.D.20 , lieu charmant avec la belle Rivière de Fond Capot, ses bassins et ses cascades ,ainsi que les ruines de l'ancienne sucrerie et rhumerie qui existait déjà en 1770. Elles sont  inscrites  à l'Inventaire des  monuments historiques de France. C'est un lieu à visiter particulièrement.

### Personnalités liées à la commune
- Lucien Saliber (1951-), maire du Morne-Vert de 2013 à 2021 et président de l'Assemblée de Martinique depuis le 2 juillet 2021.
- Gregory Lessort, né le 15 janvier 1985 à Fort-de-France mais originaire du Morne-Vert, joueur de basket-ball professionnel, il évolue principalement au poste d'ailier fort. Il a débuté à l'Effort du Morne-Vert, son club formateur.
- Mathias Lessort, né le 25 septembre 1995 à Fort-de-France mais originaire du Morne-Vert, joueur professionnel de basket-ball.